# Тељијето (Ријети)
Тељијето је насеље у Италији у округу Ријети, региону Лацио.
Према процени из 2011. у насељу је живело 9 становника. Насеље се налази на надморској висини од 547 м.